# Stan Kesler
Stanley Augustus Kesler (Abbeville, 11 augustus 1928 – Murfreesboro, 26 oktober 2020) was een Amerikaanse jazzmuzikant (gitaar, bas, mandoline), producent en songwriter.

## Biografie

### Jaren 1950
Kesler begon zijn muziekcarrière bij de door Clyde Leoppard geformeerde countryband The Snearly Ranch Boys, die bestond uit Buddy Holobaugh (gitaar), Stan Kesler (steelgitaar), Jan Ledbetter (bas), Smokey Joe Baugh (piano/zang), William 'Bill' Taylor (zang) en Johnny Bernero (drums). Scotty Moore, latere sessiemuzikant voor Elvis Presley, begon zich in 1953 voorzichtig te assimileren in het muziekcircuit van Memphis en speelde nu en dan met de band. Toen de Snearly Ranch Boys in februari 1955 de single Lonely Sweetheart / Split Personality opnamen bij het Sun Records-dochterlabel Flip Records, was Kesler door Sam Phillips al als sessiemuzikant voor Sun Records ingepland.
In 1954 had Kesler nog ten tijde van de Snearly Ranch Boys, samen met William Taylor het countrynummer I'm Left, Your Right, She's Gone geschreven, dat de toen nog onbekende Elvis Presley in december 1954 opnam voor Sun Records. Er volgden voor Presley nog vier verdere Kesler-composities, waaronder (samen met Charlie Feathers) I Forgot to Remember to Forget, opgenomen in juli 1955. Het nummer plaatste zich vijf weken in de countryhitlijst en Kesler en Feathers kregen hiervoor in totaal 2000 dollar als tantième.
Keslers eerste opnamesessie als steelgitarist voor Sun Records vond plaats op 25 oktober 1954 voor How Long / Daydreams Come True van Maggie Sue Wimberley, samen met Quinton Claunch (gitaar), Marcus Van Story (bas) en Bill Cantrell (fiddle). Op 17 februari 1955 volgde de muziek voor Peepin' Eyes van Charlie Feathers. Opnieuw zocht Feathers de diensten van Kesler, toen op 1 november 1955 Defrost Your Heart / Wedding Gown of White werd opgenomen (uitgebracht in januari 1956). Toen Roy Orbisons begeleidingsband The Teen Kings in tegenstelling tot Roy Orbison geen platencontract kregen, werden deze in december 1956 vervangen door Roland Janes, Kesler en Jimmy Van Eaton.
Bij Warren Smiths I'd Rather Be Safe Than Sorry, gecomponeerd door Kesler en opgenomen op 5 februari 1956 als B-kant van Rock'n'Roll Ruby, was Keslers heldere gitaarwerk net zo te horen als bij de opnamen van 15 april 1956 voor I Need A Man / No Matter Who's To Blame van Barbara Pittman. De bezetting bestond naast Kesler uit Buddy Holobaugh (gitaar), Smokey Joe Baugh (piano), Hank Byers (trompet) en Johnny Bernero (drums). Daarna formeerde Kesler de zanggroep Sunrays, die naast Barbara Pittman bestond uit Elsie Sappington, Hank Byers en Jimmy Knight. Met Kesler aan de bas verdween het nummer The Lonely Hours / Love Is A Stranger in april 1958 in de vergetelheid. Op 20 mei 1958 nam Kesler deel aan de opnamesessie voor de lp Johnny Cash Sings Hank Williams van Johnny Cash, die werd uitgebracht in juni 1958. In augustus 1959 schreef hij voor Ray Smith I Won't Miss You (Til You Go) en Two Pennies and a String. Voor Jerry Lee Lewis schreef hij One Minute Past Eternity, opgenomen op 28 augustus 1963.

### Jaren 1960
Kesler had in 1961 voor een korte periode in Memphis een eigen geluidsstudio opgericht onder de naam Echo-Studios, waarin Charles Feathers vier nummers had opgenomen. Al in 1958 had Kesler het al geprobeerd als producent en labelchef met het niet lang bestaande Crystal Records, waarbij onder andere Jimmy Knight en Jimmy Pritchett hun platen uitbrachten. Vanaf 1962 startte Kesler als labelchef met de oprichting van Pen Records, waar hij twee singles produceerde voor Bobby Wood. Ook voor oud-bandcollega Bill Taylor ontstonden hier in 1962 twee singles, opgenomen in de Sun Studios.
Ofschoon Memphis zich ondertussen had ontwikkeld tot een hectisch centrum voor veel geluidsstudio's en platenlabels, kwam een zekere Sam Samudio met zijn band Sam the Sham & the Pharaohs naar Kesler. Die produceerde met de band in mei 1964 Haunted House / How Does A Cheating Woman Feel voor Keslers eigen Dingo Records, dat echter net zo succesloos bleef als Juimonos (Let's Went) / The Signifying Monkey bij Keslers tweede label XL Records. Omstreeks september 1964 ontstonden onder regie van Kesler in de Sun Studios de nummers Wooly Bully / Ain't Gonna Move (de B-kant meegecomponeerd door Kesler). De A-kant werd opgenomen in drie takes, waarbij van de eerste de mastertape ontstond. Daarvan ervoer MGM Records, die met Keslers kleine labels een bedrijfscontract hadden gesloten en verkregen de mastertape. In maart 1965 kwam de single via MGM Records op de markt en ontwikkelde zich snel tot een miljoenenseller met een wereldwijde omzet van drie miljoen singles. Kesler produceerde en componeerde voor de opvallende band nog enkele nummers met dezelfde formule, maar verder succes bleef echter uit.
Keslers oud-bandcollega Quinton Claunch richtte op 11 augustus 1964 Goldwax Records op, dat tot 1970 ongeveer 60 platen uitbracht. Hier leidde Kesler enkele opnamesessies. Kesler formeerde voor deze opnamen twee van de beroemdste sessiebands uit de Amerikaanse muziekbusiness, namelijk als eerste de American Studios Rhythm Section (later 827 Thomas Street Band), waartoe Reggie Young (gitaar), Gene Chrisman (drums), Bobby Emmons (keyboards) en Tommy Cogbill (basgitaar), die later werden weggehaald door Chips Moman voor zijn eigen geluidsstudio. Kesler zette ze onder andere in voor James Carr. Daarna formeerde Kesler de nieuwe studioband Dixie Flyers voor de Sounds of Memphis-Studio, bestaande uit Charlie Freeman (gitaar), Tommy McClure (basgitaar), Jim Dickinson (keyboards) en Sammy Creason (drums), die deze keer werden weggehaald door Jerry Wexler. Toen Keslers derde studioband werd weggehaald door de muziekadvocaat Seymor Rosenberg, gaf hij de onafhankelijke muziekbusiness op en keerde hij terug naar Sam Phillips.
- Gemeinsame Normdatei: 134728645
- International Standard Name Identifier: 0000 0000 5760 4957
- Library of Congress Control Number: n2016066546
- MusicBrainz: bee3bb12-95ca-4154-8b57-77517c7edc55
- Nationale Bibliotheek van Israël: 987007330715305171
- Virtual International Authority File: 3256149198367374940003